# Taylor-Schechter 12.182

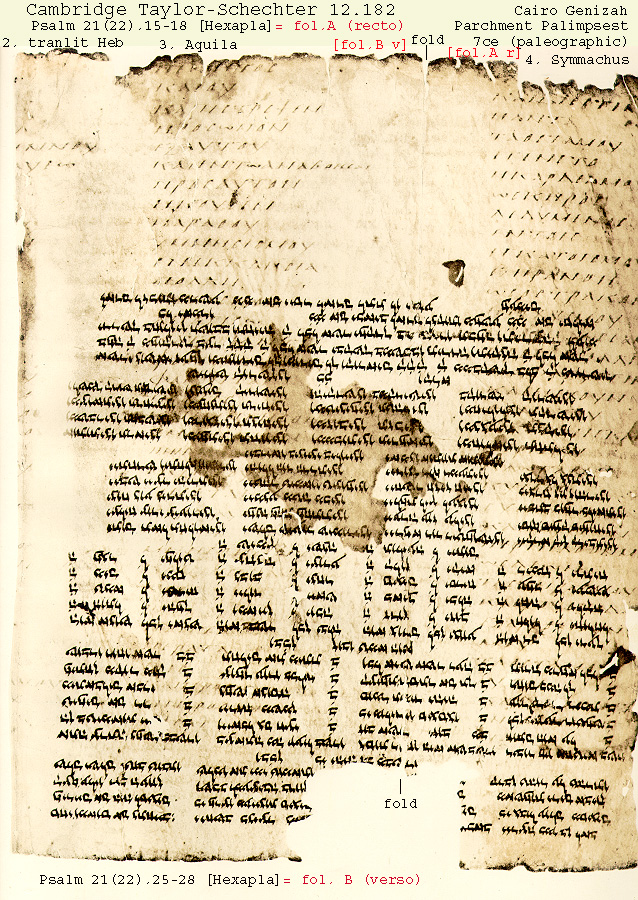
Palimpsesto Taylor-Schechter 12.182 con el texto hebreo al revés, para mostrar las huellas del texto griego subyacente

El manuscrito Taylor-Schechter 12.182 es una hoja de pergamino proveniente de la geniza (el depósito de archivos) de la Sinagoga Ben Ezra en El Cairo, Egipto (v. Geniza del Cairo). Se llama así por ser catalogado con ese número en la colección Taylor-Scechter conservada en la Universidad de Cambridge.
Este palimpsesto (es decir, texto que conserva huellas de una escritura anterior borrada artificialmente para ser remplazada por la nueva) es de particular interés para los estudiosos debido a que el texto borrado pero todavía legible es una parte de la Hexapla de Orígenes

## Contenido
La sobreescritura del palimpsesto proviene de poemas litúrgicos hebreos del famoso poeta judío Yannai del siglo VII. El texto anterior, cuyas huellas se pueden distinguir, era parte de la Hexapla de Orígenes.
El fragmento Taylor-Schechter 12.182 puede ser unido con otros palimpsestos pertinecientes a la Geniza del Cairo para así formar todo un cuaderno de obras de Yannai, pero ninguno de esos palimpsestos fragmentarios es de la Hexapla de Orígenes.

## Datación
La copia de la Hexapla en este manuscrito fue escrita aproximadamente en el siglo VII, la de los poemas de Yannai en el siglo X.

## Fragmento de la Hexapla
Para preparar el pergamino sobre el que escribir los poemas de Yannai, se tomó una hoja del texto de la Hexapla, se borró el texto y luego se la cortó al tamaño deseado. Se calcula que, antes de ser cortada, el texto de la hoja tenía seis columnas: 1. el texto en hebreo; 2. una transcripción en letras griegas; 3. la traducción de Aquila; 4. la de Símaco; 5. una forma de la Septuaginta; 6. la traducción de Teodoción. Después del corte, quedó de un lado del pergamino solo las columnas 3, 4 y parte de 5. El otro lado tenía unas pocas letras de la columna 2 y la totalidad de las columnas 3 y 4.
Hay dudas sobre el contenido de las columnas 5 y 6, dado que en el único otro manuscrito que contiene una transcripción de parte del Hexapla, el Ambrosiano O 39 sup., la columna 5 es una versión que no es ni la Septuaginta ni la de Teodoción, y la columna 6 es una traducción que puede ser la llamada Quinta.
El fragmento contiene versos de Salmo 21/22. En Salmo 21/22:20 y 24 da πιπι en lugar de יהוה debido a una lectura errónea del tetragrámaton hebreo.